# Koppe
Koppe is een geslacht van spinnen uit de familie bodemzakspinnen (Liocranidae).

## Soorten
- Koppe armata (Simon, 1896)
- Koppe baerti Deeleman-Reinhold, 2001
- Koppe calciphila Deeleman-Reinhold, 2001
- Koppe doleschalli Deeleman-Reinhold, 2001
- Koppe kinabalensis Deeleman-Reinhold, 2001
- Koppe kuntneri Deeleman-Reinhold, 2001
- Koppe minuta Deeleman-Reinhold, 2001
- Koppe montana Deeleman-Reinhold, 2001
- Koppe no Deeleman-Reinhold, 2001
- Koppe princeps Deeleman-Reinhold, 2001
- Koppe radiata (Thorell, 1881)
- Koppe sumba Deeleman-Reinhold, 2001
- Koppe tinikitkita (Barrion & Litsinger, 1995)